# Literatura secolului al XVIII-lea
Literatura secolului al XVIII-lea se referă la literatura mondială produsă în perioada 1701–1800.

## Literatura europeană în secolul al XVIII-lea
Literatura europeană a secolului 18 se referă la literatura (poezie, dramă, satiră, eseuri și romane) produsă în Europa în această perioadă. Secolul 18 a văzut dezvoltarea romanului modern ca gen literar, de fapt mulți candidați pentru primul roman în limba engleză datează din această perioadă, dintre care cel mai cunoscut este probabil Robinson Crusoe(1719) de Daniel Defoe. Subgenuri ale romanului în secolul 18 erau romanul epistolar, romanul sentimental, istoriile, romanul gotic și romanul libertin.    
Europa secolului 18 a început în epoca iluminismului și a evoluat treptat spre romantism. În artele vizuale, a fost perioada neoclasicismului.

### Iluminismul
Secolul al XVIII-lea în Europa a fost Epoca Iluminismului, iar literatura a explorat teme precum tulburările sociale, inversările statutului personal, satira politică, explorarea geografică și comparația dintre presupusa stare naturală a omului și presupusa stare civilizată a acestuia. Edmund Burke, în lucrarea sa A Vindication of Natural Society (1756), spune: „Fabriciul superstiției a primit în această epocă și națiune șocuri mult mai puternice decât oricând înainte; iar prin crăpăturile și breșele închisorii noastre, vedem asemenea licăriri de lumină și simțim asemenea adieri revigorante de libertate, încât zilnic ni se aprinde dorința pentru și mai mult.”

### Traduceri
Traducerile operelor în limbi străine au devenit tot mai răspândite în Europa secolului al XVIII-lea. Lucrările traduse din franceză în engleză și invers erau deosebit de comune, dar opere scrise în aproape toate limbile majore ale lumii, de la arabă la greacă, s-au răspândit, de asemenea. În 1708, Simon Ockley a tradus pentru prima dată direct din arabă în engleză  „Hay ibn Yaqdhan” al lui Ibn Tufail, în timp ce Michael Wodhull a fost primul care a tradus toate scrierile existente ale lui Euripide în engleză, lucrarea sa fiind publicată în patru volume în 1782
Traducerile în secolul al XVIII-lea erau de obicei liberale și lejere, deoarece era obișnuit ca traducătorii să modifice textul pentru a-l face mai atractiv pentru publicul vizat și să adauge propriile contribuții originale. John Lockman, de exemplu, își descria traducerile din franceză drept „versiuni” pentru a indica modificările majore aduse textului original. Etichetarea neclară a complicat și mai mult situația, ducând la bucle de traducere complicate. În unele cazuri, operele de ficțiune erau traduse din franceză în engleză și, ulterior, din engleză înapoi în franceză, iar al doilea traducător nu era conștient că lucrarea pe care o traducea nu era originalul.
Traducătorii notabili din Asia ai secolului al XVIII-lea l-au inclus pe Sugita Genpaku, care a tradus lucrarea medicală olandeză Kaitai Shinsho în japoneză în 1774, făcând-o una dintre primele opere occidentale traduse în Japonia.

## Literatura engleză în secolul al XVIII-lea după ani

### 1700–1709
1700: Premiera piesei The Way of the World de William CongreveDeși nu a avut succes la vremea respectivă, The Way of the World este un exemplu al rafinamentului gândirii teatrale din această perioadă, având intrigi complexe și personaje concepute ca parodii ironice alestereotipurilor comune.
1703: Drama domestică The Fair Penitent de Nicholas Rowe, o adaptare a piesei The Fatal Dowry de Massinger și Field, a fost publicată; mai târziu, Dr. Johnson avea să o considere una dintre cele mai plăcute tragedii din limba engleză. Tot în 1703, comedia The Tender Husband de Sir Richard Steele a avut un oarecare succes.
1704: Jonathan Swift (satirist irlandez) a publicat A Tale of a Tub și The Battle of the Booksiar John Dennis a publicat Grounds of Criticism in Poetry. The Battle of the Books începe cu o referire la utilizarea unui "glass" (care, în acea perioadă, putea însemna fie o oglindă, fie o lupă) ca o comparație cu utilizarea satirei. În acest sens, Swift este un adevărat copil al epocii sale, gândind în termeni de știință și satiră simultan. Swift și-a modelat adesea satira după Juvenal, satiristul clasic. A fost unul dintre primii romancieri englezi și, de asemenea, un activist politic. Scrierile sale satirice izvorăsc dintr-un curent de gândire liberală care a produs nu doar cărți, ci și pamflete politice pentru distribuție publică. Opera lui Swift reprezintă noul, diferitul și modernul, încercând să schimbe lumea prin parodierea vechiului și a autorității existente. The Battle of the Books este un text scurt care îi ilustrează poziția în mod clar.
1707: Se naște Henry Fielding pe 22 aprilie.
1712: Scriitorul filozofic francez Jean Jacques Rousseau s-a născut la 28 iunie, iar conaționalul său Denis Diderot s-a născut în anul următor, pe 5 octombrie 1713. Tot în 1712, Alexander Pope a publicat The Rape of the Lock, iar în 1713 Windsor Forest.
1709: Samuel Johnson se naște pe 18 septembrie în Lichfield, Staffordshire.

### 1710–1719
1717: Horace Walpole se naște la data de 24 septembrie.
Daniel Defoe a fost un alt autor de pamflete politice devenit romancier, asemenea lui Jonathan Swift, și a publicat în prima parte a secolului al XVIII-lea. În 1719, a publicat Robinson Crusoe.
1719: Eliza Haywood publică Love in Excess, o portretizare neobișnuit de simpatică a unei femei căzute.
Tot în 1719: Alexander Smith a fost un biograf care a publicat A Complete History of the Lives and Robberies of the Most Notorious Highwaymen. Cartea include relatări puternic ficționalizate despre criminali englezi din perioada medievală până în secolul al XVIII-lea.

### 1720–1729
1720: A fost publicat căpitanul Singleton de Daniel Defoe.
1722: Daniel Defoe publică Moll Flanders și A Journal of the Plague Year.
1726: Jonathan Swift a publicat Călătoriile lui Gulliver, unul dintre primele romane de genul satirei.
1728: John Gay a scris Opera Cerșetorului, operă a cărei faimă a crescut constant de-a lungul timpului. The Beggar's Opera a inaugurat un nou stil în operă, „ballad opera”, care aduce forma operatică la un nivel mai popular și prefigurează genul operetelor comice. Tot în 1728 a fost publicată Cyclopaedia, or, A Universal Dictionary of Arts and Sciences (folio, 2 volume), o enciclopedie realizată de Ephraim Chambers. Cyclopaedia a fost una dintre primele enciclopedii generale produse în limba engleză și a servit drept model principal pentru Enciclopedia lui Diderot (publicată în Franța între 1751 și 1766).    
1729: Jonathan Swift a publicat A Modest Proposal, o sugestie satirică conform căreia familiile irlandeze ar trebui să-și vândă copiii ca hrană. În această perioadă, Swift era profund implicat în campaniile politice pentru cauza irlandeză.

### 1730–1739
1731: Piesa lui George Lillo The London Merchant a avut succes la Theatre-Royal din Drury Lane. A fost un tip nou de piesă, o tragedie domestică, care se apropie de ceea ce mai târziu a ajuns să fie numită melodramă.
1738: Samuel Johnson a publicat Londra, o poezie care imita cea de-a treia satiră a lui Juvenal . La fel ca mulți poeți ai secolului al XVIII-lea, Johnson a căutat să ofere o nouă viață autorului său clasic preferat, Juvenal.

### 1740–1749
1744: Alexander Pope a murit, iar în 1745 Jonathan Swift moare de asemenea.
1746: A fost publicat primul poem a lui Tobias Smollett „ The Tears of Scotland ”, despre bătălia de la Culloden.
1748: A fost publicată „Memoirs of a Woman of Pleasure” de John Cleland (cunoscută în mod popular sub numele de Fanny Hill ), considerată de unii prima operă de proză pornografică, a fost publicată. Tot în 1748, a apărut Clarissa; or, The History of a Young Lady de Samuel Richardson, iar Aventurile lui Roderick Random, primul roman picaresc cvasi-autobiografic al lui Tobias Smollett, a fost de asemenea publicat.
1749: A fost publicată lucrarea lui Henry Fielding „ Istoria lui Tom Jones, a Foundling”. Sora sa, Sarah Fielding a publicat The Governess, primul roman lung scris pentru copii.

### 1750–1759
1751: Thomas Gray scrie Elegy Written in a Country Churchyard .
Tot în 1751, Denis Diderot a început Encyclopédie, ou dictionnaire raisonné des sciences, des arts et des métiers. În următoarele trei decenii, Encyclopédie a atras, pe lângă contribuțiile lui Diderot, și contribuții remarcabile din partea altor intelectuali notabili ai secolului al XVIII-lea, inclusiv Voltaire, Jean-Jacques Rousseau și Louis de Jaucourt.
1754: Moare Henry Fielding.
1755: Samuel Johnson a finalizat influentul său Dicționar al limbii engleze, uneori publicat sub denumirea Johnson's Dictionary, fiind la acea vreme o îmbunătățire semnificativă față de dicționarele disponibile anterior. A fost o sarcină descurajantă, care a durat în total nouă ani – doi ani de pregătire și șapte ani de cercetare și redactare.

### 1760–1769
1760–1767: Laurence Sterne scrie Tristram Shandy.
1761: Moare Samuel Richardson.
1764: Horace Walpole a publicat Castelul Otranto (inițial sub pseudonim și pretinzând că este de fapt o traducere a unei lucrări italiene din 1529); este primul roman gotic .
1766: A fost publicată lucrarea lui Oliver Goldsmith Vicarul din Wakefield.

### 1770–1779
1770: William Wordsworth se naște la data de 7 aprilie.
1771: Tobias Smollett a publicat romanul epistolar, Expediția lui Humphry Clinker, cu doar trei luni înainte de moartea sa.
1773: Piesa lui Oliver Goldsmith She Stoops to Conquer, o farsă, a fost interpretată la Londra.
1776: A fost creată și ratificată Declarația de independență a Statelor Unite.
1777: Piesa The School for Scandal, o comedie de maniere de Richard Brinsley Sheridan, a fost interpretată pentru prima dată la Drury Lane.
1778: Frances Burney a publicat Evelina, anonim.
1779–1781: Samuel Johnson a scris și a publicat Lives of the Most Eminent English Poets. Această compilație conține biografii scurte ale 52 de poeți influenți (cei mai mulți dintre ei activând în secolul al XVIII-lea), alături de aprecieri critice asupra operelor lor. Cei mai notabili sunt Alexander Pope, John Dryden, John Milton, Jonathan Swift și Joseph Addison.

### 1780–1789
1783: Se naște Washington Irving.
1784: Samuel Johnson moare la data de 13 decembrie.
1785: William Cowper a publicat The Task, un volum de poezie în versuri goale.
1786: Robert Burns a publicat Poems Chiefly in the Scottish Dialect.  Starea literaturii începea să se orienteze către un interes mai mare pentru diversitatea etnică. Nunta lui Figaro ( La Folle journée ou Le Mariage de Figaro) a lui Beaumarchais a fost adaptată într-o operă comică compusă de Wolfgang Amadeus Mozart, cu libret de Lorenzo da Ponte.    
1789: A fost publicată Narațiunea interesantă a vieții lui Olaudah Equiano, una dintre primele narațiuni despre sclavi care au fost citite pe scară largă în vremuri istorice. Tot în 1789, James Fenimore Cooper se naște pe 15 septembrie.

### 1790–1799
1792: S-a născut Percy Bysshe Shelley la data de 4 august.
1793: Câmpia Salisbury a fost publicată de William Wordsworth.
1794: Ann Radcliffe publică cel mai faimos roman gotic al ei, Misterele lui Udolpho.
1795: Samuel Taylor Coleridge i-a cunoscut pe William Wordsworth și pe sora acestuia, Dorothy. Cei doi poeți au publicat împreună un volum de poezii, Lyrical Ballads (1798), care a devenit un text central al poeziei romantice.
1796: Matthew Lewis și-a publicat controversatul roman gotic anti-catolic The Monk, iar Charlotte Smith și-a publicat romanul Marchmont . Tot în 1796, Mary Hays și-a publicat romanul deschis Memoriile lui Emma Courtney.

## Altă literatură în secolul al XVIII-lea după an

### 1700-1739
Din 1704 până în 1717, Antoine Galland a publicat O mie și una de nopți (cunoscută și sub numele de Nopțile arabe în engleză), bazată pe povești populare arabe.  Versiunea sa a poveștilor a apărut în douăsprezece volume și a exercitat o influență uriașă asupra literaturii europene ulterioare și asupra atitudinilor față de lumea islamică. Traducerea lui Galland a Nopților a fost extrem de populară în toată Europa, iar versiunile ulterioare ale Nopților au fost scrise de editorul lui Galland folosind numele lui Galland fără consimțământul acestuia.
În 1707 s-a născut dramaturgul Carlo Goldoni.
În 1729 s-a născut Gotthold Ephraim Lessing.
În 1731, Manon Lescaut, roman francez al abatelui Prévost care narează aventurile amoroase ale unui cuplu necăsătorit, inaugurează unul dintre cele mai comune teme ale literaturii vremii: povestea sentimentală, luând în considerare pentru prima dată punctul de vedere feminin și nu doar curtarea, cucerirea sau eșecul bărbatului.

### 1740–1769
1752 Micromégas, o nuvelă satirică a lui Voltaire, prezintă călători spațiali care vizitează Pământul. Este una dintre primele povești care include mai multe elemente ce vor deveni mai târziu caracteristice science fiction-ului. Publicarea sa în această perioadă este, de asemenea, indicativă pentru tendința spre gândirea științifică ce caracterizează Iluminismul.
1759 A fost publicată „Candide / Optimismul” al lui Voltaire. Pe 10 noiembrie s-a născut Johann Christoph Friedrich von Schiller.
1761 A fost publicată Julie, ou la nouvelle Héloïse de Jean Jacques Rousseau.
1762 A fost publicat Émile de Jean Jacques Rousseau.
1767 8 septembrie: S-a născut August Wilhelm von Schlegel.

### 1770–1800
1772 10 martie: S-a născut Karl Wilhelm Friedrich von Schlegel.
- S-a născut poetul german Novalis.

1774 Goethe a scris Suferințele tânărului Werther, un roman care marchează aproximativ începutul mișcării romantismului în arte și filosofie. Astfel, a început o tranziție de la scrierile critice, inspirate de știință, ale Iluminismului, către dorința romantică de forțe dincolo de cele mundane și către timpuri și locuri străine, menite să inspire sufletul cu pasiune și mister.
Tot în 1774, Alberto Fortis și-a publicat cartea de călătorie Viaggio in Dalmazia („Călătorie în Dalmația”) și a început morlahismul . 
1776 Ignacy Krasicki a publicat primul roman în poloneză, Aventurile domnului Nicholas Wisdom .
1778 Are loc moartea lui Voltaire la 30 mai. Moartea lui Jean Jacques Rousseau, 2 iulie. Doi contribuitori majori la Enciclopedia lui Diderot au murit în același an.
1784 Denis Diderot a murit la 31 iulie. Voltaire, Rousseau și Diderot au murit cu toții într-o perioadă de câțiva ani, iar filosofia franceză a pierdut astfel trei dintre cei mai mari gânditori liberi ai Iluminismului. Gândurile lui Rousseau despre noblețea vieții în sălbăticie, înfruntând natura ca un sălbatic neîmblânzit, aveau încă o mare forță de influență asupra generației următoare, pe măsură ce mișcarea romantică câștiga avânt.Beaumarchais a scris Nunta lui Figaro . Maria și Harriet Falconar publică Poezii despre sclavie . Mișcarea anti-sclavie creștea în putere și au fost publicate multe poezii și pamflete pe această temă.
1791 Dream of the Red Chamber a fost publicat pentru prima dată în format mobil.
1793 25 August: S-a născut John Neal.
1796 Jacques le fataliste de Denis Diderot a fost publicat postum.